# 128 Tauri
128 Tauri är en vit stjärna i Oxens stjärnbild.
128 Tau har visuell magnitud +7,02 och befinner sig på ett avstånd av ungefär 560 ljusår.